# Andrew Smith (zoolog)
Sir Andrew Smith (ur. 3 grudnia 1797 w Hawick, Roxburghshire w Szkocji, zm. 11 sierpnia 1872 w Londynie) – szkocki etnolog, zoolog i lekarz. Jest uznawany za twórcę podwalin zoologii południa Afryki. Wiele pracy poświęcił opisom nowych gatunków zwierząt w publikacji Illustrations of the Zoology of South Africa.